# Bimbrownicy
Bimbrownicy! (tyt. oryg. Самогонщики!) – radziecki krótkometrażowy film fabularny z 1961 roku, w reżyserii Leonida Gajdaja.

## Opis fabuły
Trus, Bałbes i Bywałyj w małym domku myśliwskim pędzą bimber. Na półkach domku rośnie bateria pełnych butelek, a po zakończeniu pracy "producenci" postanawiają dokonać degustacji. Pozostawiony na chwilę sam w domu ich pies o imieniu Barbos, demoluje "urobek" bimbrowników. W obawie przed zemstą ucieka z domu, porywając część instalacji. Trzej bimbrownicy udają się za nim w pogoń na nartach. Pogoń kończy się w milicyjnej furgonetce.

## Obsada
- Gieorgij Wicyn jako Trus
- Jewgienij Morgunow jako Bywałyj
- Jurij Nikulin jako Bałbes
- Władimir Picek jako milicjant